# 聖典
聖典（せいてん）とは、神や神的存在、聖人の言行が書かれたもの、または教説がつづられたものの内、それぞれの宗教内で、特に権威ある書物をいう。教典、啓典ともいう。仏教においては特に「仏典」（仏教典籍）と呼び、神道においては「神典」と呼ぶ。

## 概要
聖典のあり方は、宗教ごと各聖典ごとに様々である。
世界で最も多くの信者を抱える「アブラハムの宗教」すなわちユダヤ教、キリスト教、イスラム教にあっては、テキスト（聖書、クルアーン）がその宗教内の中心部に位置し、常に読まれ、朗読され、聞かれ、事あるごとに引用され、その一字一句を巡って討論される。聖典が特に重視されているということから「啓典宗教」という呼称も存在する。
仏教においても、一般に、出家した者が（あるいは在家の者も）その全部あるいは一部を日々唱える経典があるが、あまりにも膨大であるため、経典の中で一部だけを重要視する、重要度のランキングを作る（教相判釈）など、アブラハムの宗教の聖典と仏教のそれとでは、接し方や扱い方が随分と異なっている点がある。日蓮宗系の教団では「南無妙法蓮華経」として経典自体が崇拝対象になっている一方、禅宗は「不立文字」として経典を重視しない。
他の宗教の大多数も、何らかのテキストを持っているものがほとんどである。その中で、何らかの重要な役割を果たしているものについては「聖典」と呼べよう。だが、宗教によっては、テキストがせいぜい儀式や教えについての備忘録やといった程度のもので、宗教的共同体にとって重要な役割を果たしていないこともある。そのようなものは「聖典」には当てはまらないと考えるほうが適切である。
なお、聖典の書き手に関しても、聖人自身、聖人の言葉を聴いた弟子個人、弟子たちの集団・教団、民族の長い歴史の中で書きつがれ編纂されたもの、神がかりになった個人が書いたもの、あるいは神自身とされるものまであり、多様である。よって詳細については各聖典の項目を参照されたい。

## 各宗教における聖典一覧
- ユダヤ教 - タナハ（ヘブライ語聖書）、タルムード
- キリスト教
  - 正教会、東方諸教会、カトリック、聖公会 - 新約聖書、旧約聖書（いわゆる「続編」を含む[注 2]）、聖伝[注 3]
  - プロテスタント - 新約聖書、旧約聖書（続編を含まず）
  - 末日聖徒イエス・キリスト教会（モルモン教） - 旧約聖書、新約聖書、モルモン書、教義と聖約
  - 統一教会 - 旧約聖書、新約聖書、原理講論、天聖経
- イスラム教 - クルアーン（コーラン）、ハディース、啓典（律法、詩篇、福音書）
- 仏教 - 仏典（三蔵 - 律蔵、経蔵（スートラ）、論蔵）
  - 上座部仏教 - パーリ仏典
  - 大乗仏教
    - 真言宗 - 金剛頂経、大日経、理趣経など
    - 天台宗 - 法華三部経、阿弥陀経、大日経、梵網経など[2]
    - 浄土宗、浄土真宗、時宗 - 浄土三部経
    - 日蓮系諸派（日蓮宗、日蓮正宗、創価学会など） - 法華三部経、日蓮御書
    - 臨済宗、黄檗宗 - （金剛般若経など[2][注 4]）
    - 曹洞宗 - （法華経、金剛般若経など[2][注 4]）
- 神道 - 神典（古事記、日本書紀、古語拾遺、先代旧事本紀など[注 5]）
  - 天理教 - みかぐらうた、おふでさき、おさしづ
  - 金光教 - 金光教教典（金光大神覚書、お知らせ事覚帳、理解、神訓、神戒など）、金光大神言行録
  - 黒住教 - 生命のおしえ
  - 大本 - 大本神諭、霊界物語
- ヒンドゥー教 - ヴェーダ、バガヴァッド・ギーター、プラーナ文献
- ゾロアスター教 - アヴェスター
- 儒教 - 経書（詩経、礼記、春秋、論語など）
- 道教 - 道蔵
- シク教 - グル・グラント・サーヒブ
- バーブ教 - バヤーン
- バハイ教 - アクダスの書（キターベ・アクダス）、イガンの書
- 如来教 - お経様
- 生長の家 - 甘露の法雨、生命の実相、七つの灯台の点灯者の神示
- 幸福の科学 - 「正心法語」、救世の法三部作（太陽の法、黄金の法、永遠の法など）など
- 大山ねずの命神示教会 - 真実の光・神示
- 神慈秀明会 - 聖教書
- 霊波之光教会 - 御書
- 甑山道 - 道典
- トゥルース教 - 「祈りの詞」、「霊訓」、「みおしえのうた」
- 天心聖教 - 御諭し、由来
- 聖心教会 - 真正聖書
- GLA - 生命の余白に、心行

## 比喩としての聖典
上記のような聖典の位置づけを模して、ある分野の指針となるような書籍を比喩的に「聖典」と呼ぶことがある（『古典詰将棋の聖典』など）。